# Solijon Mamarasulov
Solijon Mamarasulov (ros. Салиджан Мамарасулов, ur. 1 czerwca 1930 we wsi Qoraqoʻrgʻon w obwodzie andiżańskim, zm. w 2005) – radziecki polityk.

## Życiorys
Uzbek, 1953 ukończył Taszkencki Instytut Inżynierów Irygacji i Mechanizacji Gospodarki Rolnej, kandydat nauk technicznych. 1953-1964 w pracy naukowo-technicznej, od 1958 członek KPZR, 1965-1977 minister melioracji i gospodarki wodnej Uzbeckiej SRR, 1977-1978 zastępca przewodniczącego Rady Ministrów Uzbeckiej SRR. 1978-1985 I sekretarz Komitetu Obwodowego Komunistycznej Partii Uzbekistanu w Andiżanie, 1985-1989 I sekretarz Surchandaryjskiego Komitetu Obwodowego KPU, 1989-1991 I sekretarz Komitetu Obwodowego KPU w Taszkencie, 1990-1991 przewodniczący Rady Obwodowej w Taszkencie. 1986-1990 zastępca członka, a 1990-1991 członek KC KPZR. Deputowany do Rady Najwyższej ZSRR 10 i 11 kadencji. Deputowany ludowy ZSRR.